# Карибський кубок з футболу
Кари́бський ку́бок з футбо́лу, або просто Карибський кубок (англ. Caribbean Cup), або Кубок Карибів (ісп. Copa del Caribe) — футбольний турнір, який організовувся Карибським футбольним союзом. Карибський кубок — кваліфікація для іншого турніру, Золотого кубка КОНКАКАФ. У 1990 році, у день фіналу, у Тринідад і Тобаго, країні — господарі змагання, сталося повстання аль Мусліма, і турнір був припинений. За роки проведення Карибського кубка він часто змінював свої назви за бажанням спонсорів. Турнір проводився нерегулярно, останній раз кубок проходив у 2017 році після чого був остаточно скасований.

## Фінали та матчі за третє місце
| Рік  | Господар                   |                   | Фінал              | Фінал                    | Фінал             |                    | Матч за третє місце | Матч за третє місце | Матч за третє місце |
| Рік  | Господар                   | Чемпіон           | Рахунок            | Фіналіст                 | 3 місце           | Рахунок            | 4-е місце           |                     |                     |
| ---- | -------------------------- | ----------------- | ------------------ | ------------------------ | ----------------- | ------------------ | ------------------- | ------------------- | ------------------- |
| 1989 | Барбадос                   | Тринідад і Тобаго | 2 — 1              | Гренада                  | Гваделупа         | За таблицею        | НАО                 |                     |                     |
| 1990 | Тринідад і Тобаго          | Не дограний'      | Не дограний'       | Не дограний'             | Не дограний'      | Не дограний'       | Не дограний'        | Не дограний'        | Не дограний'        |
| 1991 | Ямайка                     | Ямайка            | 2 — 0              | Тринідад і Тобаго        | Сент-Люсія        | 4 — 1              | Гаяна               |                     |                     |
| 1992 | Тринідад і Тобаго          | Тринідад і Тобаго | 3 — 1              | Ямайка                   | Мартиніка         | 1 — 1 (5 — 3) пен. | Куба                |                     |                     |
| 1993 | Ямайка                     | Мартиніка         | 0 — 0 (6 — 5) пен. | Ямайка                   | Тринідад і Тобаго | 3 — 2              | Сент-Кіттс і Невіс  |                     |                     |
| 1994 | Тринідад і Тобаго          | Тринідад і Тобаго | 7 — 2              | Мартиніка                | Гваделупа         | 2 — 0              | Суринам             |                     |                     |
| 1995 | Кайманові Острови і Ямайка | Тринідад і Тобаго | 5 — 0              | Сент-Вінсент і Гренадини | Куба              | 3 — 0              | Кайманові Острови   |                     |                     |
| 1996 | Тринідад і Тобаго          | Тринідад і Тобаго | 2 — 0              | Куба                     | Мартиніка         | 1 — 1 (3 — 2) пен. | Суринам             |                     |                     |
| 1997 | Антигуа і Барбуда          | Тринідад і Тобаго | 4 — 0              | Сент-Кіттс і Невіс       | Ямайка            | 4 — 1              | Гренада             |                     |                     |
| 1998 | Ямайка і Тринідад і Тобаго | Ямайка            | 2 — 1              | Тринідад і Тобаго        | Гаїті             | 3 — 2              | Антигуа і Барбуда   |                     |                     |
| 1999 | Тринідад і Тобаго          | Тринідад і Тобаго | 2 — 1              | Куба                     | Ямайка            | н/с                |                     |                     |                     |
| 2001 | Тринідад і Тобаго          | Тринідад і Тобаго | 3 — 0              | Гаїті                    | Мартиніка         | 1 — 0              | Куба                |                     |                     |
| 2005 | Барбадос                   | Ямайка            | 1 — 0              | Куба                     | Тринідад і Тобаго | 3 — 2              | Барбадос            |                     |                     |
| 2007 | Тринідад і Тобаго          | Гаїті             | 2 — 1              | Тринідад і Тобаго        | Куба              | 2 — 1              | Гваделупа           |                     |                     |
| 2008 | Ямайка                     | Ямайка            | 2 — 0              | Гренада                  | Гваделупа         | 0 — 0 (5 — 4) пен. | Куба                |                     |                     |
| 2010 | Мартиніка                  | Ямайка            | 1-1' (5-4) пен.    | Гваделупа                | Куба              | 1 — 0              | Гренада             |                     |                     |
| 2012 | Антигуа і Барбуда          | Куба              | 1 — 0              | Тринідад і Тобаго        | Гаїті             | 1 — 0              | Мартиніка           |                     |                     |
| 2014 | Ямайка                     | Ямайка            | 0 — 0 (4–3 пен.)   | Тринідад і Тобаго        | Гаїті             | 2 — 1              | Куба                |                     |                     |
| 2017 | Мартиніка                  | Кюрасао           | 2 — 1              | Ямайка                   | Французька Гвіана | 1 — 0              | Мартиніка           |                     |                     |

## Досягнення збірних
Господарі виділенні курсивом.
| Збірна                           | Чемпіон                                            | 2 місце                          | 3 місце                    | 4 місце                    |
| -------------------------------- | -------------------------------------------------- | -------------------------------- | -------------------------- | -------------------------- |
| Тринідад і Тобаго                | 8 (1989, 1992, 1994, 1995, 1996, 1997, 1999, 2001) | 5 (1991, 1998, 2007, 2012, 2014) | 2 (1993, 2005)             | 0                          |
| Ямайка                           | 6 (1991, 1998, 2005, 2008, 2010, 2014)             | 3 (1992, 1993, 2017)             | 2 (1997, 1999)             | 0                          |
| Куба                             | 1 (2012)                                           | 3 (1996, 1999, 2005)             | 3 (1995, 2007, 2010)       | 4 (1992, 2001, 2008, 2014) |
| Гаїті                            | 1 (2007)                                           | 1 (2001)                         | 4 (1998, 1999, 2012, 2014) | 0                          |
| Мартиніка                        | 1 (1993)                                           | 1 (1994)                         | 3 (1992, 1996, 2001)       | 2 (2012, 2017)             |
| Кюрасао                          | 1 (2017)                                           | 0                                | 0                          | 0                          |
| Гренада                          | 0                                                  | 2 (1989, 2008)                   | 0                          | 2 (1997, 2010)             |
| Гваделупа                        | 0                                                  | 1 (2010)                         | 3 (1989, 1994, 2008)       | 1 (2007)                   |
| Сент-Кіттс і Невіс               | 0                                                  | 1 (1997)                         | 0                          | 1 (1993)                   |
| Сент-Вінсент і Гренадини         | 0                                                  | 1 (1995)                         | 0                          | 0                          |
| Сент-Люсія                       | 0                                                  | 0                                | 1 (1991)                   | 0                          |
| Французька Гвіана                | 0                                                  | 0                                | 1 (2017)                   | 0                          |
| Суринам                          | 0                                                  | 0                                | 0                          | 2 (1994, 1996)             |
| Нідерландські Антильські острови | 0                                                  | 0                                | 0                          | 1 (1989)                   |
| Гаяна                            | 0                                                  | 0                                | 0                          | 1 (1991)                   |
| Кайманові Острови                | 0                                                  | 0                                | 0                          | 1 (1995)                   |
| Антигуа і Барбуда                | 0                                                  | 0                                | 0                          | 1 (1998)                   |
| Барбадос                         | 0                                                  | 0                                | 0                          | 1 (2005)                   |